# Bolu (tỉnh)
Bolu là một tỉnh của Thổ Nhĩ Kỳ. Tỉnh này có diện tích 7410 km 2, dân số là 270.417 người với mật độ dân số là: 25 người/km². Tỉnh lỵ là Bolu, dân số tỉnh lỵ là: 84.565 người. 
Tỉnh Bolu nằm ở phía tây bắc vùng Biển Đen của Thổ Nhĩ Kỳ, ở điểm giữa các thành phố lớn Istanbul và Ankara. Tỉnh Bolu có nhiều rừng và ít đất nông nghiệp. Núi Bolu đã từng là trở ngại giao thông trên tuyến đường Istanbul và Ankara cho đến năm 2007 khi có đường hầm núi Bolu được đào xong.

## Các huyện
Tỉnh này được chia thành các huyện sau (tỉnh lỵ được bôi đậm)::
- Bolu
- Dörtdivan
- Gerede
- Göynük
- Kıbrıscık
- Mengen
- Mudurnu
- Seben
- Yeniçağa